# Kenta Hoshihara
Kenta Hoshihara (星原 健太 Hoshihara Kenta?), född 1 maj 1988 i Osaka prefektur, är en japansk fotbollsspelare.
Hoshihara började sin karriär 2007 i Gamba Osaka. 2012 blev han utlånad till Mito HollyHock. Han gick tillbaka till Gamba Osaka 2013. 2014 flyttade han till Giravanz Kitakyushu. Han spelade 102 ligamatcher för klubben. Efter Giravanz Kitakyushu spelade han för Matsumoto Yamaga FC, Thespakusatsu Gunma och Fujieda MYFC.